# Marisa Medina
María Luisa Guiu Medina (Madrid, 2 de diciembre de 1942 - ibídem, 11 de abril de 2012) fue una presentadora de televisión, actriz y cantante española.

## Biografía
Sus inicios fueron en TVE como locutora en off dedicada a leer guiones de programas culturales. Debutó ante las cámaras de Televisión Española en 1962 en el programa En antena. Posteriormente realizó numerosas apariciones en muchos otros programas, principalmente durante los años 60 y 70, siendo durante mucho tiempo la locutora de continuidad más popular, pues era la única que aparecía en pantalla sin leer los habituales papeles de la época, demostrando gran naturalidad y haciéndose cargo de la presentación de programas especiales como festivales. 
Hizo algunas incursiones en el mundo del cine y la canción, llegando a compartir escenario con Julio Iglesias.
En 1970 se casó con el compositor Alfonso Santisteban, con el que tuvo tres hijas y del que se divorció en 1994.
En los años 2000 colaboró en algunos programas de Telecinco, como TNT de Jordi González. El 9 de mayo de 2009 apareció en el programa de televisión  ¿Dónde estás corazón? de Antena 3 reconociendo padecer cáncer de colon e hígado, y el 27 de agosto de 2010 en una entrevista en el programa Sálvame Deluxe, confirmó que le quedaban entre 1 y 2 años de vida.
Marisa Medina falleció el 11 de abril de 2012 a los 69 años a causa del cáncer de colon e hígado.

## Libros publicados
- Quien espera. Editora Nacional , 1963. Poemario.
- La raza maldita. Riego Ediciones, 1980.
- Muñequita Linda. Barcelona: Argos Vergara, 1981.
- Canalla de mis noches . Madrid: Belacqua de Ediciones y Publicaciones, 2003.[2]
- Prohibido para maridos . Belacqua de Ediciones y Publicaciones, 2005.
- La droga solitaria . Madrid: Huerta y Fierro, 2008. Poemario.

## Premios
En 1967 recibió el Premio Antena de Oro por el programa Noches de Europa.

## Trabajos destacados en televisión
- Escuela TV (1962)
- En antena (1963-1965)
- Fin de semana (1963-1968)
- Manos al volante (1968)
- Noches de Europa (1968)
- Nivel de vida (1968-1970)
- Especial Nochevieja 1968 (1969)
- Todo es posible en domingo (1974)
- Andante (1977)
- 625 líneas (1979-1981)
- Vamos a ver (1981)
- Próximamente (1982)
- Llave en mano (1991)

## Trabajos en cine
- Si Fulano fuese Mengano (1971)
- La casa de los Martínez (1971)
- En un mundo nuevo (1972)
- Las señoritas de mala compañía (1973)
- Los caballeros del botón de ancla (1974)
- Vida íntima de un seductor cínico (1975)
- Tres suecas para tres rodríguez (1975)
- Eva, limpia como los chorros del oro (1977)
- Uno del millón de muertos (1977)
- La loca historia de los tres mosqueteros (1983)
- Torrente 3: El protector (2005)